# Kosaka Masanobu

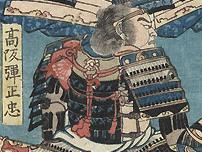
Kosaka Masanobu

Kosaka Masanobu (Japans: 高坂昌信) (1527 - 1578) was een samoerai uit de Japanse Sengoku-periode. Hij was een vazal van de Takeda-clan en verwierf faam als een van de Vierentwintig generaals van Takeda Shingen. Kosaka wordt vaak het auteurschap van de Koyo Gunkan toegeschreven, een archief van de familiegeschiedenis en militaire tactieken van de Takeda-clan. Recente onderzoeken lijken er echter op te wijzen dat andere schrijvers de naam van Kosaka gebruikten om de geloofwaardigheid van het boek te vergroten.
De relatie tussen Masanobu en Shingen begon in 1543 als een liefdesrelatie. Ze waren toen zestien en tweeëntwintig respectievelijk. Zulke relaties waren niet ongewoon in het pre-moderne Japan, en de traditie stond bekend onder de naam shudo. In het geschiedenisarchief van de Universiteit van Tokio zijn nog documenten te zien met de liefdesverklaring van Shingen, waarin hij onder andere zegt niet geïnteresseerd te zijn in een seksuele relatie met een zekere vazal, en benadrukt dat "Omdat ik intiem met jou wil zijn" hij de jongen op geen wijze kwaad zal doen en roept de goden aan als zijn getuigen. (Leupp, pp. 53–54)
Kosaka was een van de drie Danjo in dienst van de Takeda, samen met Sanada Yukitaka en Hoshina Masatoshi (Danjo staat voor een formele titel, Danjochu; 弾正忠). Kosaka stond bekend als de "Nige Danjo" (letterlijk, de vluchtende Danjo), vanwege zijn voorzichtige stijl van bevel en tactische terugtrekkingen.
Kosaka voerde het bevel over kasteel Kaizu en speelde daarmee een belangrijke rol in de vierde Slag bij Kawanakajima. Hij informeerde Takeda via vuursignalen over de bewegingen van de troepen van Uesugi Kenshin, en leidde een verrassingsaanval te Saijo-yama om de troepen van Uesugi de vlakte op te jagen, waar ze opgewacht zouden worden door de troepen van Takeda. Hoewel de tactiek faalde, leidde Kosaka zijn troepen de berg weer af en viel Uesugi van achter aan. Dit zou het het verloop van het gevecht in het voordeel van de Takeda beïnvloeden. 
Kosaka zou meerdere malen openlijk kritiek hebben gehad op Takeda Katsuyori, de vierde zoon en opvolger van Takeda Shingen. Kosaka werd in 1578 dan ook gedwongen met "pensioen" te gaan en stierf later dat jaar aan een ziekte. 
Kosaka wordt vaak afgebeeld met een kabuto helm op en een menpo masker voor. 